# Trận Cantigny
Trận Cantigny là cuộc tấn công lớn đầu tiên của quân đội Hoa Kỳ trên Mặt trận phía Tây nói riêng cũng như trong Chiến tranh thế giới thứ nhất nói chung, đã diễn ra vào ngày 28 cho đến ngày 31 tháng 5 năm 1918 tại vùng Picardy ở miền bắc nước Pháp. Là một phần của trận sông Aisne lần thứ ba – một chiến dịch tấn công của quân đội Đức, trận đánh này đã kết thúc với chiến thắng của Sư đoàn số 1 của Lực lượng Viễn chinh Hoa Kỳ do tướng Robert Lee Bullard chỉ huy trước Tập đoàn quân số 18 của Đế quốc Đức do tướng Oskar von Hutier chỉ huy. Cuộc giao tranh tại Cantigny đã góp phần thể hiện khả năng chiến đấu của quân đội Mỹ – vốn sẽ đóng vai trò quan trọng đến kết cuộc của chiến tranh – tương đương với quân đội Đức.
Trong chiến dịch Michael – một phần của hàng loạt chiến dịch tấn công lớn của Phó Tổng tham mưu trưởng thứ nhất Erich Ludendorff của Đức vào đầu năm 1918, quân Đức đã đánh chiếm làng Cantigny và biến nơi đây thành một ngôi làng công sự cho mình. Từ cuối tháng 4, quân Mỹ đã tiếp cận khu vực Cantigny. Dưới quyền chỉ huy của Đại tá Hanson E. Ely, một Trung đoàn Bộ binh thuộc Sư đoàn số 28 đã được lệnh đánh chiếm Cantigny. Người tổng chỉ huy lực lượng Viễn chinh Mỹ John J. Pershing đã quan sát cuộc tiến công này – nổ ra vào ngày 28 tháng 5 sau một đợt pháo chuẩn bị. Không quân Pháp đã yểm trợ cho cuộc tấn công của quân đội Mỹ, và lực lượng bộ binh Mỹ đã theo bước xe tăng Pháp đã nhanh chóng tiến chiếm mục tiêu của mình tại Cantigny. Ngay lập tức, quân đội Đức phản công và một tiểu đoàn bộ binh Mỹ đã được đưa vào vị trí bị đe dọa trên chiến tuyến. Trong vài ngày sau thắng lợi tại Cantigny, pháo binh và bộ binh của Mỹ đã đẩy lùi hàng loạt cuộc phản kích dữ dội của quân Đức.
Đa số thiệt hại của quân Mỹ đã xảy ra trong giai đoạn cố thủ làng Cantigny. Trong khuôn khổ của Mặt trận phía Tây, trận Cantigny chỉ là một cuộc giao chiến lẻ tẻ, tuy nhiên Pershing đã khẳng định sự thắng lợi của các lực lượng của ông. Chiến thắng của quân đội Hoa Kỳ tại Cantigny đã lên dây cót cho tinh thần của khối Hiệp Ước. Sau thắng lợi này, quân Mỹ sẽ còn thực hiện các cuộc tấn công vào đầu tháng 6.